# Prima Giedi
Prima Giedi eller Alfa1 Capricorni, α1 Capricorni, (förkortat Alfa11 Cap, α1 Cap) som är stjärnans Bayerbeteckning, är en dubbelstjärna belägen i den nordvästra delen av stjärnbilden Stenbocken. Den har en kombinerad skenbar magnitud på 4,37 och är svagt synlig för blotta ögat. Baserat på parallaxmätning inom Hipparcosuppdraget på ca 5,7 mas, beräknas den befinna sig på ett avstånd av ca 570 ljusår (ca 170 parsek) från solen.

## Nomenklatur
Alfa1 Capricorni har också det traditionella stjärnnamnet Prima Giedi eller Algiedi Prima, och delar namnet Algedi (från الجدي - al-jadii, vilket betyder geten) med Alfa2 Capricorni.

## Egenskaper
Prima Giedi är en gul till vit superjättestjärna av spektralklass G3 Ib. Den har en massa som är ca 5 gånger större än solens massa och utstrålar från sin fotosfär ungefär lika mycket energi som solen vid en effektiv temperatur på ca 5 300 K.
Prima Giedi har tre svaga följeslagare inom en bågminuts separation varav den ljusaste av dessa är av 10:e magnituden. Den har därigenom ofta betraktats som en dubbelstjärna. Separationen av stjärnorna ökar snabbt på grund av primärstjärnans höga egenrörelse.  Hipparcossatelliten upptäckte också en ny, mycket nära följeslagare, separerad med 0,6 bågsekunder och fyra magnituder svagare.